# Eric Radford
Eric Radford (n. 27 ianuarie 1985, Winnipeg, Manitoba, Canada) este un compozitor ce a reprezentat Canada, medaliat olimpic. A participat la 2 ediții ale Jocurilor Olimpice (2014, 2018) în care a câștigat o medalie de aur și o medalie de argint.